# Schlacht von Ciqi
Kowloon – 1. Chuenpi – 1. Chusan – Damm – 2. Chuenpi – Humen – First Bar Island – Whampoa Island – Broadway – 1. Kanton – 2. Kanton – Sanyuanli – Amoy – 2. Chusan – Zhenhai – Ningbo – Ciqi – Zhapu – Wusong – Zhenjiang – Nerbudda
Die Schlacht von Ciqi (alternativ Tzeki, Szekee, Cixi oder Tsz'kí) fand während des Ersten Opiumkriegs am 15. März 1842 unweit der Stadt Ningbo statt, wo wenige Tage zuvor ein chinesischer Gegenangriff fehlgeschlagen war. Die Schlacht endete mit einer Niederlage der zahlenmäßig überlegenen Qing-Truppen.

## Verlauf
Nach dem erfolglosen Angriff bei der Schlacht von Ningbo kam es rund 30 Kilometer außerhalb zu einem Gefecht zwischen vorrückenden britischen Truppen und den Resten der Qing-Armee, die unter Yiying Ningbo erobern hätte sollen. Die Briten führten einen Truppenverband an Bord der Queen, Nemesis und Phlegeton an die Kleinstadt Ciqi heran. Die Briten wählten die Stadt als Angriffsziel, da sie sie dort eine Ausgangsbasis für weitere Angriffe des Qing-Militärs auf das britische Expeditionskorps sahen. Die rund 1200 von Feldartillerie unterstützten britischen Infanteristen trafen auf rund 8000 chinesische Soldaten. Die chinesischen Truppen konnten trotz günstiger Ausgangslage auf Anhöhen von den britischen Einheiten umzingelt werden. Der chinesische Widerstand brach nach schweren Verlusten zusammen.

## Folgen
Die Schlacht kostete die Briten mit drei Toten und rund 20 Verwundeten nur sehr geringe Verluste. Die Verluste der chinesischen Seite werden auf rund 1000 geschätzt, wovon viele auf dem Schlachtfeld gebliebene Verwundete die Schlacht nicht überlebten. Yiying versuchte, seine militärische Niederlage durch Fehlinformationen in den Berichten an Kaiser Daoguang zu kaschieren.
Die Briten rückten von Ciqi weiter nach Changxiling vor. Der dortige Kommandant der chinesischen Truppen war ob der Nachricht der Gefechte bei Ciqi vor den herannahenden Briten geflohen. Am 17. März 1842 kehrten das britische Kontingent nach Ningbo zurück.